# جوغان
جوغان، روستایی از توابع بخش مرکزی شهرستان ارزوئیه در استان کرمان ایران است.

## جمعیت
این روستا در دهستان دهسرد قرار دارد و براساس سرشماری مرکز آمار ایران در سال ۱۳۸۵، جمعیت آن ۳۸۰ نفر (۸۹خانوار) بوده‌است.

## آب و هوا و اقلیم
آب و هوای روستای جوغان نسبتا معتدل تا مقداری گرم در تابستان و سرد در زمستان است.

## محصولات کشاورزی
محصولات کشاوری این روستان بیشتر شامل گردو، زردآلو، انار و هلو است.